# سامانه گزینش و جایابی دانشجو
سامانه گزینش و جایابی دانشجو (ترکی استانبولی: Öğrenci Seçme ve Yerleştirme Sistemi) یا آزمون جایابی دانشجوی کارشناسی (ترکی استانبولی: Yükseköğretime Geçis Sınavı-Lisans Yerleştirme Sınavı, YGS-LYS), سابقاً آزمون گزینش دانشجو, (ترکی استانبولی: Öğrenci Seçme Sınavı, ÖSS), آزمونی استاندارد برای پذیرش دانشجو به موسسات آموزش عالی در ترکیه است که توسط ÖSYM اداره می‌شود. در نظام آموزشی ترکیه، این تنها راه ورود به دانشگاه است.
در سال ۲۰۱۱ تعداد ۱٬۶۹۲٬۰۰۰ فارغ‌التحصیل دبیرستان در این آزمون شرکت کردند که در سال ۲۰۱۶ این تعداد به ۲٬۲۵۵٬۳۸۶ رسید. این آزمون ۵ گزینه ای است.

## تاریخچه
سامانه گزینش و جایابی دانشجو اولین بار در اواخر دهه ۱۹۶۰ اجرا شد. قبل از آن هر دانشگاه دانشجویان خود را بر اساس معیارهای خود انتخاب می‌کرد. با این حال، با افزایش تعداد جوانان و درخواست‌های بیش از حد، دانشگاه‌ها گرد هم آمدند و شورای آموزش عالی و زیرمجموعه ای به نام ÖSYM، «مرکز انتخاب و تعیین دانش آموزان» را تأسیس کردند.

## زمان اعلام نتایج
نتایج در نیمه دوم ژوئن اعلام می‌شود و دانشجویان باید اولویت‌های دانشگاهی خود را تا هفته آخر ژوئیه تنظیم کنند. در سیستم آموزشی ترکیه، مدارس از برنامه درسی کاملاً تصمیم‌گیری شده توسط دولت پیروی می‌کنند که برگزاری امتحانات سراسری را آسان‌تر می‌کند.